# Сухая Дудинка
Сухая Дудинка — река в Таймырском Долгано-Ненецком районе Красноярского края, правый приток Енисея.
Исток находится в восточной оконечности безымянного крохотного озера, в холмистой тундре, на высоте свыше 112 м над уровнем моря. Длина реки 150 км, площадь водосборного бассейна 2060 км². Впадает в реку Енисей справа на расстоянии 371 км от устья.
Из 15 притоков Сухой Дудинки в государственном водном реестре собственное название имеет один — река Кирьяновская. На картах подписаны ещё две — впадающая в 19 км по правому берегу Лахорта, длиной 12 км и в 105 км по левому берегу — Первая Песцовая, длиной также 12 км.
По данным государственного водного реестра России относится к Енисейскому бассейновому округу.